# Vértes O. József
Vértes O. József, született Wechsler József (Törökszentmiklós, 1881. március 24. – Budapest, 1953. december 3.) pszichológus, gyógypedagógus és magyar-német szakos középiskolai tanár, címzetes rendkívüli egyetemi tanár (1949).

## Kutatási területe
Az emlékezet és a környezet lélektana; gyógyító pedagógia; gyógyító pedagógiai lélektan.

## Pályája
Tanulmányait a Budapesti Tudományegyetem bölcsészettudományi karán végezte (1904). Pályakezdőként a Ranschburg Pál által vezetett Gyógypedagógiai Pszichológiai Laboratóriumban volt asszisztens, majd megszervezte és vezette az Ideges Gyermekek Alsó- és Középfokú Állami Intézetét (1909–1920). Az általa vezetett intézet iskolájának tantervét is Vértes O. József dolgozta ki. Ebben és más írásaiban fogalmazta meg az akkor teljesen új, ma is időszerű reformpedagógiai elgondolásait, köztük „Ez az iskola nem a tanítóé, s nem a tantárgyaké lesz, hanem a gyermeké”. Számos induló gyógypedagógus számára példakép volt Vértes O. József munkássága, a szlovák Viliam Gano tőle és Kármán Mór fiától Kármán Elemértől tanult legtöbbet.
Az 1918. évi polgári forradalom idején az Iskolai Reformbizottság gyógypedagógiai szakbizottságának vezetője volt. 1920-ban hamis vádak alapján különítményi börtönbe zárták, majd internálták. 1922-ben nyugdíjazták. 1932-ben a szegedi Ferenc József Tudományegyetemen  egyetemi magántanárrá habilitálták. A habilitációra írt tanulmányának címe: „Az ép és rendellenes gyermekek lelki élete.” Szegeden a Neveléstudományi Tanszéken gyógyító pedagógiát tanított (1932–1950), majd a második világháború után Budapesten a Gyógypedagógiai Tanárképző Főiskola tanáraként dolgozott.

## Tudományos tevékenysége
Szakmai-tudományos tevékenysége a Ranschburg-laboratóriumban kezdődött, ahol összehasonlító emlékezetvizsgálatokat végzett különböző típusú fogyatékosokkal. Kiemelkedőek "milieu-lélektani" vizsgálatai is, és hasonlóan maradandóak gyógyító pedagógiai elméleti és rendszertani megállapításai. Intézetszervező tevékenysége azért különösen jelentős, mert világelsőként új típusú gyógypedagógiai intézményt alkotott az Ideges Gyermekek Alsó- és Középfokú Intézetének létrehozásával. Szintén elsőként dolgozott ki (1911-ben) tervezetet gyógypedagógiai középiskolai tanárképző intézet felállítására. Értékesek kéziratos formában fennmaradt összefoglaló gyógyító pedagógiai-pszichológiai írásai is. Ezeket fia, Vértes O. András (1911–1997) és leánya, Vértes O. Auguszta évtizedeken át rendezte és a diszciplína újabb eredményeivel kiegészítette. A mű megjelent 2008-ban német nyelven a Gabriele Schaefer Verlag kiadásában (Joseph O. Vértes: Grundriss der gesamten Heilpaedagogik (auf psychologischer Grundlage).

## Tanulmányai (válogatás)
- Iskolás gyermekek emlékezete. Budapest, 1909.
- Gyógypedagógiai középiskolai tanárképző. Magyar Gyógypedagógia, 1911. 148-151.
- Ideges gyermekek tanítása. Budapest, 1912.
- Egy ismeretlen gyógypedagógus. Budapest, 1913.
- A gyógyító pedagógia fogalma és köre. Budapest, 1915. (Német változata 1918)
- Az ideges gyermekek intézetének reformja. A Gyermek, 1919. 79-87.
- Az ideges gyermek. Budapest, 1922. (németül: 1934.)
- Siketnéma gyermekek emlékezete. in: Schnell J. (szerk.): Psychologiai tanulmányok prof. dr. Ranschburg Pál tiszteletére. Budapest, 1929. 210-216. (németül: 1931.)
- Hisztériás gyermekek. Budapest, 1930.
- Milieu és gyermeki lélek. Egy új milieupszichológia vázlata. Budapest, 1935. (németül: 1937.)
- A gyógyító nevelés rendszere. Budapest, 1940.
- Az ingerlékeny gyermek. Budapest, 1941.
- A magyar gyógyító pedagógia 1848-ban és ma. Budapest, 1948.

## Szerkesztés
- Pedagógiai Pszichológiai Könyvtár c. sorozat[7]